# Ferrovia Zurigo-Rapperswil
La ferrovia Zurigo-Rapperswil (nota anche come Rechtsufrige Zürichseebahn, letteralmente "ferrovia della sponda destra del lago di Zurigo") è una linea ferroviaria a scartamento normale della Svizzera.

## Storia
Nel 1873 la Schweizerische Nordostbahn (NOB) stipulò un contratto per la costruzione di una linea ferroviaria sulla sponda destra del lago di Zurigo. A causa di difficoltà finanziarie la NOB ottenne nel 1878 dall'Assemblea federale una moratoria che spostava il termine per la costruzione di alcune linee, tra cui anche la Rechtsufrige Zürichseebahn. Con decreto del 25 ottobre 1887 si stabilì l'inizio dei lavori; la linea aprì il 15 marzo 1894 nella tratta tra la stazione di Zurigo Stadelhofen e quella di Rapperswil, con alcuni mesi di ritardo rispetto alla data prevista originariamente (1º dicembre 1893) a causa di alcune frane nei pressi di Rapperswil; il prolungamento da Stadelhofen alla stazione centrale di Zurigo aprì il successivo 1º ottobre.
La NOB venne nazionalizzata il 1º gennaio 1902: le sue linee entrarono a far parte delle Ferrovie Federali Svizzere (FFS).
La linea fu elettrificata il 15 maggio 1926.
Nel 1967 venne raddoppiata la tratta Stäfa-Uerikon; l'anno successivo toccò alla tratta Küsnacht-Herrliberg-Feldmeilen, e con l'occasione fu introdotto l'orario cadenzato, con un treno ogni mezz'ora.
Nel 1989 venne aperta la nuova linea a doppio binario tra la stazione centrale di Zurigo e quella di Stadelhofen (con prosecuzione verso Dietlikon e Dübendorf): la linea, realizzata in galleria con una fermata in corrispondenza della stazione centrale, fu realizzata in preparazione dell'apertura della rete celere di Zurigo, avvenuta nel 1990.
Nel 1997 fu raddoppiata la tratta tra Zurigo Tiefenbrunnen e Zollikon e tra Zollikon e Küsnacht; due anni dopo fu raddoppiata anche la sezione tra Meilen e Uetikon.

## Caratteristiche
La linea, a scartamento normale, è lunga 32,07 km. La linea è elettrificata a corrente alternata monofase con la tensione di 15.000 V alla frequenza di 16,7 Hz; la pendenza massima è del 17 per mille. È a doppio binario tra Zurigo HB e Zurigo Stadelhofen, tra Zurigo Tiefenbrunnen e Herrliberg-Feldmeilen, tra Meilen e Uetikon e tra Stäfa e Uerikon.

### Percorso
| Continuation backward |

| Station on track |

| Unknown route-map component "STR+l" | Unknown route-map component "KRZu" | Unknown route-map component "STR+r" |

|  | Straight track | Straight track | Unknown route-map component "xABZgl" | Unknown route-map component "CONTfq" |

| Straight track | Straight track | Unknown route-map component "exhKRZWae" |

| Straight track | Straight track | Unknown route-map component "exBHF" |

| Unknown route-map component "ABZg+l" | Unknown route-map component "ABZgr" | Unknown route-map component "exSTR" |

| 0,9  |
| 99,0 |

| Straight track | Unknown route-map component "tSTRa" | Unknown route-map component "exSTR" |

| Straight track | Unknown route-map component "tSTR" | Unknown route-map component "extSTRa" |

| Unknown route-map component "hKRZWae" | Unknown route-map component "tSTR" | Unknown route-map component "tSTR" |

| End station | Unknown route-map component "tSTR" | Unknown route-map component "tSTR" |

|  | Unknown route-map component "tBHF" | Unknown route-map component "tSTR" |

|  | Unknown route-map component "tSTR" | Unknown route-map component "tSTR" |

|  | Unknown route-map component "tSTRe" | Unknown route-map component "tSTR" |

|  | Straight track | Unknown route-map component "extSTRe" |

| Unknown route-map component "uCONTg" | Unknown route-map component "eABZg+l" | Unknown route-map component "exSTRr" |

| 101,6 |
| 5,7   |

| Urban station on track | Station on track |  |

| Unknown route-map component "uCONTr+g" | Unknown route-map component "tSTRa" |  |

|  | Unknown route-map component "tABZgl" | Unknown route-map component "tCONTfq" |

| Unknown route-map component "tSTRe" |

| Station on track |

| Station on track |

| Stop on track |

| Station on track |

| Station on track |

| Enter and exit short tunnel |

| Stop on track |

| Unknown route-map component "hSTRae" |

| Unknown route-map component "hSTRae" |

| Station on track |

| Unknown route-map component "uexKBHFa" | Straight track |  |

| Unknown route-map component "uexBHF-L" | Unknown route-map component "BHF-R" |  |

| Unknown route-map component "uexSTRl" | Unknown route-map component "emKRZo" | Unknown route-map component "uexCONTfq" |

| Station on track |

| Unknown route-map component "hSTRae" |

| Station on track |

| Enter and exit short tunnel |

| Station on track |

| Station on track |

|  | Unknown route-map component "eABZgl" | Unknown route-map component "exCONTfq" |

| Station on track |

| Unknown route-map component "hSTRae" |

| Stop on track |

|  | Unknown route-map component "ABZg+l" | Unknown route-map component "CONTfq" |

|  | Unknown route-map component "ABZg+l" | Unknown route-map component "CONTfq" |

| Station on track |

| Continuation forward |

Le modifiche nel percorso tra Zurigo HB e Zurigo Stadelhofen

La linea parte dalla stazione centrale di Zurigo. Fino al 1989 la linea, dopo aver attraversato la Limmat, transitava per la stazione di Zurigo Letten, quindi imboccava il Lettentunnel; in seguito al progetto della rete celere di Zurigo si decise di costruire una nuova linea più diretta verso la stazione di Stadelhofen, con un nuovo tunnel (l'Hirschengrabentunnel) e una stazione sotterranea in corrispondenza alla stazione centrale zurighese (all'altezza di Museumstrasse). La stazione e il tunnel del Letten vennero dismessi (l'ex stazione divenne rifugio di tossicodipendenti, scacciati da Platzspitz, fino al 1995).

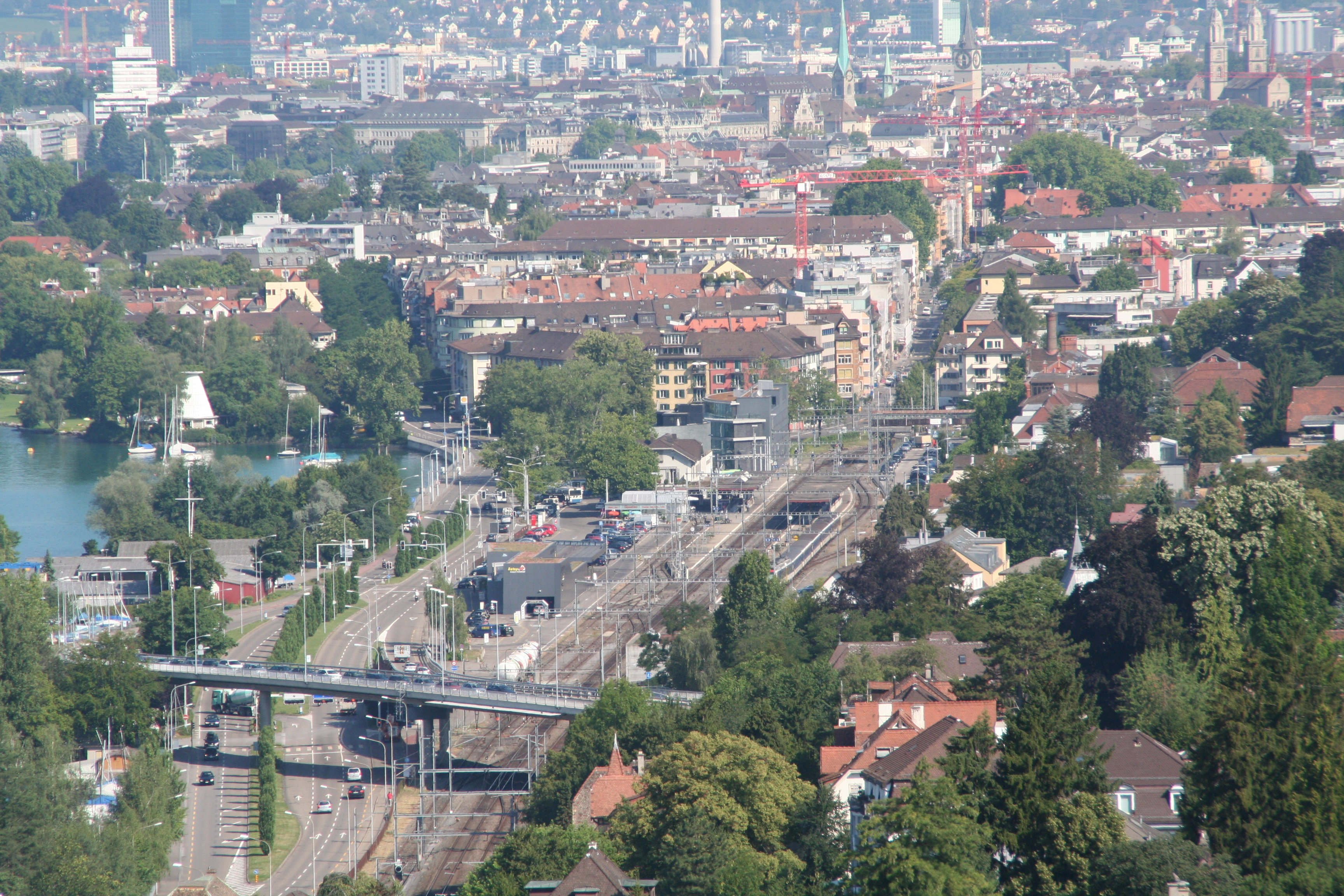
La linea alla stazione di Zurigo Tiefenbrunnen

Uscita dall'Hirschengrabentunnel la linea serve la stazione di Zurigo Stadelhofen, da cui si diparte la linea per Winterthur che sottopassa lo Zürichberg, dopodiché si costeggia il lago di Zurigo a partire dalla stazione di Zurigo Tiefenbrunnen, toccando quindi Zollikon, Küsnacht, Erlenbach, Herrliberg, Meilen, Uetikon am See, Männedorf, Stäfa. Dopo Hombrechtikon la ferrovia lascia il canton Zurigo per entrare nel canton San Gallo, terminando nella stazione di Rapperswil.